# Annales Vedastini
Annales Vedastini (Annalen von St. Vaast) ist die moderne Bezeichnung für ein frühmittelalterliches Geschichtswerk in lateinischer Sprache.
Das Werk entstand Ende des 9. Jahrhunderts/zu Beginn des 10. Jahrhunderts in der Abtei Saint-Vaast bei Arras. Es schließt an die Annalen von St. Bertin an, im Gegensatz dazu wird in den Annalen von St. Vaast aber gegenüber den Karolingern eine eher neutrale Haltung eingenommen. Der oder die Verfasser sind unbekannt. In annalistischer Form wird recht detailliert die Zeit von 874 bis 900 geschildert. Die Annalen von St. Vaast stellen eine wichtige und weitgehend zuverlässige Quelle zu den Geschehnissen im Westfrankenreich dar, speziell für die Region des heutigen Nordfrankreichs. Im Werk wird mit Francia ausschließlich das Westfrankenreich bezeichnet, was die eher westfränkische Perspektive widerspiegelt. 

## Ausgaben und Übersetzungen
- Reinhold Rau (Hrsg.): Quellen zur karolingischen Reichsgeschichte. Zweiter Teil. Ausgewählte Quellen zur deutschen Geschichte des Mittelalters Bd. 6. Wissenschaftliche Buchgesellschaft, Darmstadt 1958, S. 289ff. (lateinischer Text und deutsche Übersetzung)